# Långhedsberg
Långhedsberg är ett naturreservat i Mora kommun i Dalarnas län.
Området är naturskyddat sedan 2018 och är 72 hektar stort. Reservatet ligger i anslutning till ån Noret och består av tallskog som har utsatts för upprepade bränder. 